# Emma Seligman

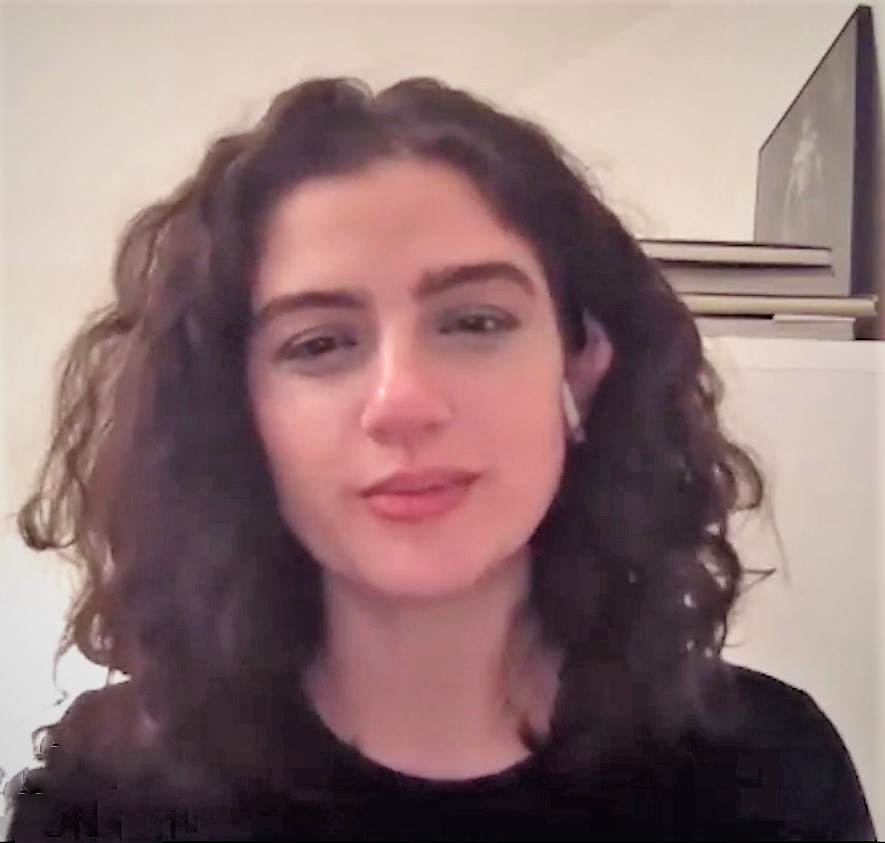
Emma Seligman (2020)

Emma Seligman (* 3. Mai 1995 in Toronto) ist eine kanadische Drehbuchautorin und Filmregisseurin, die durch ihre beiden ersten Spielfilme Shiva Baby und Bottoms bekannt wurde.

## Leben
Emma Seligman wurde 1995 in Toronto geboren und wuchs in einer aschkenasischen Gemeinde des Reformjudentums auf. Sie studierte Film an der Tisch School of the Arts der New York University und schloss ihr Studium 2017 ab. Seligman beschreibt sich selbst als bisexuell und im liberalen Judentum verwurzelt.
Als Teenager schrieb Seligman Filmkritiken für die Huffington Post. Während ihrer Zeit an der Tisch School drehte sie die Kurzfilme Lonewoods, Void und Shiva Baby. Letzterer ist ihr Abschlussfilm und wurde 2018 beim South by Southwest Film Festival erstmals gezeigt. Ihr Regiedebüt feierte sie im September 2020 beim Toronto Filmfest mit einem Spielfilm, ebenfalls mit dem Titel Shiva Baby, der dort seine Premiere hatte. In dem Film verbringt die Anfang Zwanzigjährige Danielle nach dem Tod eines Verwandten mit ihren Angehörigen einen Tag der Schiv’a, der einwöchigen jüdischen Trauerzeit. Hier redet man entweder hinter ihrem Rücken über sie oder stellt ihr sehr direkte Fragen. Seligmans zweiter Spielfilm Film Bottoms feierte beim South by Southwest Film Festival seine Premiere. Für den Film schrieb sie gemeinsam mit Rachel Sennott auch das Drehbuch. Seligman kennt sie seit ihrer Zeit an der New York University, ebenso Ayo Edebiri, die in Bottoms neben Sennott in der zweiten Hauptrolle zu sehen ist.
Seligmans Filme konzentrieren sich auf sexuelle Themen, insbesondere auf Beziehungen zwischen Frauen und deren Sexualität. Im Sommer 2024 wurde sie Mitglied der Academy of Motion Picture Arts and Sciences.

## Filmografie
- 2017: Void (Kurzfilm)
- 2018: Shiva Baby (Kurzfilm)
- 2020: Shiva Baby
- 2023: Bottoms

## Auszeichnungen
Directors Guild of America Award
- 2022: Nominierung als Bester Debütfilm (Shiva Baby)[8]

Gotham Award
- 2021: Nominierung für den Bingham Ray Breakthrough Director Award (Shiva Baby)[9]

Independent Spirit Awards
- 2022: John Cassavetes Award (Shiva Baby)

Online Film Critics Society Award
- 2022: Nominierung als Bester Newcomer (Shiva Baby)

South by Southwest Film Festival
- 2018: Nominierung für den Grand Jury Award – Narrative Short (Shiva Baby)[10]
- 2020: Nominierung für den Grand Jury Award – Narrative Feature (Shiva Baby)[11]
- 2023: Nominierung für den Publikumspreis in der Sektion Headliners (Bottoms)[12]

Toronto International Film Festival
- 2020: Nominierung als Bester kanadischer Spielfilm (Shiva Baby)